# IET Radar, Sonar & Navigation
IET Radar, Sonar & Navigation is een internationaal, aan collegiale toetsing onderworpen wetenschappelijk tijdschrift op het gebied van de telecommunicatie. De naam wordt gewoonlijk afgekort tot IET Radar Sonar Nav. Het wordt uitgegeven door Institution of Engineering and Technology (IET).
De huidige naam dateert uit 2007. Daarvoor heette het tijdschrift IEE Proceedings - Radar, Sonar and Navigation.